# Tepetitán (Tabasco)
Tepetitán is een plaats in de Mexicaanse deelstaat Tabasco. Tepetitán heeft 1.543 inwoners (census 2005) en is gelegen in de gemeente Macuspana.
De plaats wordt voor het eerst genoemd door Hernán Cortés in 1525. Tepetitán is de geboorteplaats van Andrés Manuel López Obrador.

## Geboren
- Andrés Manuel López Obrador (1953), president van Mexico